# Cormatin
Cormatin is een gemeente in het Franse departement Saône-et-Loire (regio Bourgogne-Franche-Comté) en telt 503 inwoners (2005). De plaats maakt deel uit van het arrondissement Mâcon.

## Geografie
De oppervlakte van Cormatin bedraagt 9,2 km², de bevolkingsdichtheid is 54,7 inwoners per km².
De onderstaande kaart toont de ligging van Cormatin met de belangrijkste infrastructuur en aangrenzende gemeenten.

## Demografie
Onderstaande figuur toont het verloop van het inwonertal (bron: INSEE-tellingen).

## Geboren in Cormatin
- Jacques de Lacretelle (1888-1985), Frans schrijver

## Externe links

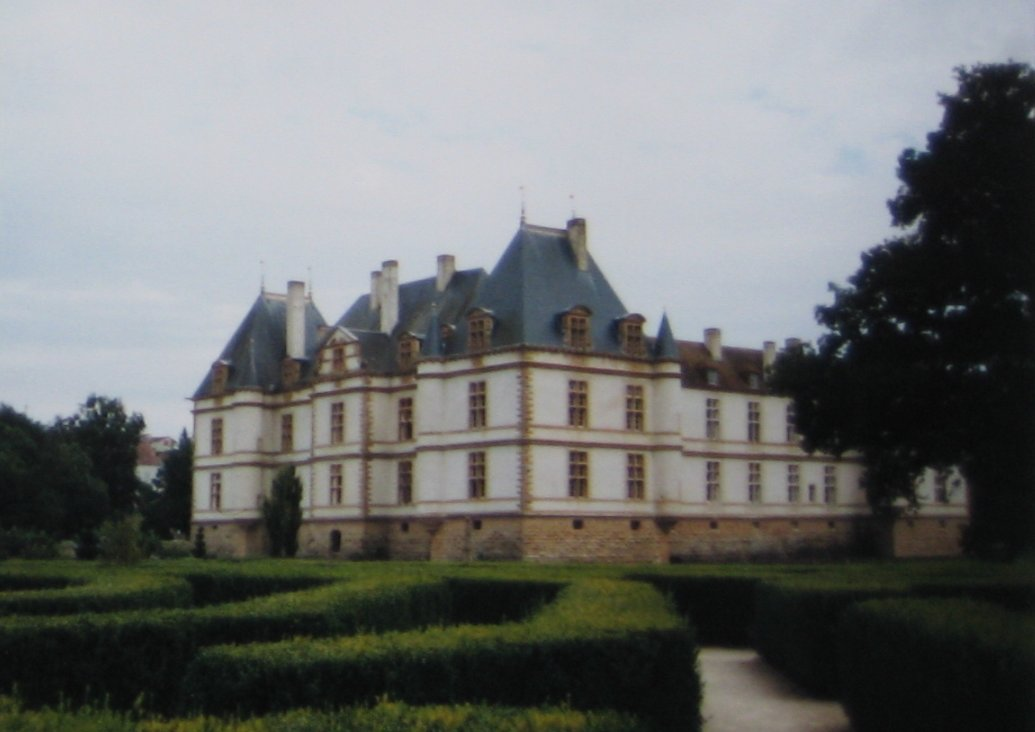
Kasteel van Cormatin, barokke achterkant

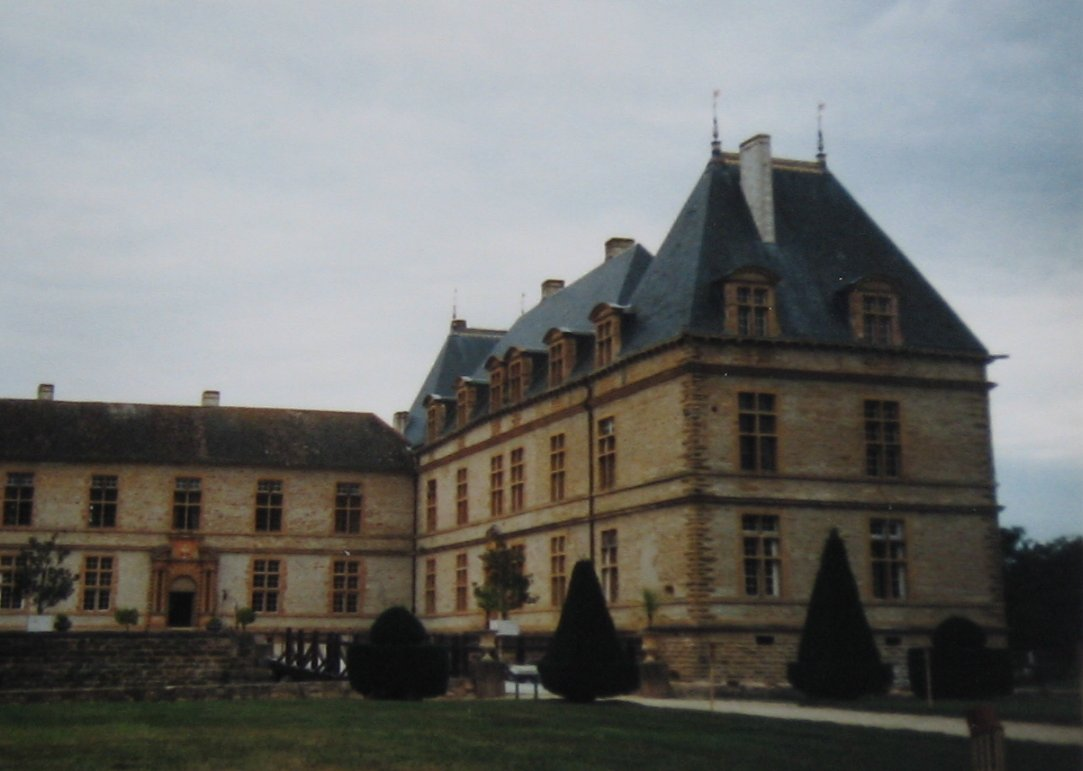
Kasteel van Cormatin, renaissance voorkant